# Всё для Латвии!
«Всё для Ла́твии!» (латыш. «Visu Latvijai!») — латвийская политическая партия националистического толка. 

## История
Создана в 2006 году на основе одноимённой общественной молодёжной националистической организации, существовавшей с 2000 года. Лидер с 2000 по 2007 г. — журналист, политолог Райвис Дзинтарс, с 2007 по 2008 г. — предприниматель Имантс Парадниекс, с 2008 г. Дзинтарс и Парадниекс — сопредседатели. Идеология — построение национального государства, культурная ассимиляция нелатышей и создание самодостаточной экономики. На выборах Сейма в 2006 г. получила 1,48 % голосов, на выборах Европарламента в 2009 г. — 2,81 %.
Политолог Нил Муйжниекс (ранее латвийский министр общественной интеграции, позднее глава ЕКРН) в 2005 году оценил «Всё для Латвии!» как расистскую организацию.
В 2011 году «Всё для Латвии» вместе с правой партией «Отечеству и свободе/ДННЛ» образовали объединение «Всё для Латвии!» — «Отечеству и свободе/ДННЛ».